# Золотоніський краєзнавчий музей імені М. Ф. Пономаренка
Золотоніський краєзнавчий музей імені М. Ф. Пономаренка — краєзнавчий музей у місті Золотоноші Черкаської області, культурно-просвітницький осередок міста і району. 

## Загальні дані
Золотоніський краєзнавчий музей імені М. Ф. Пономаренка розташований за адресою:
вулиця Черкаська, будинок 20, м. Золотоноша (Черкаська область) — 19700.
Директор музейного закладу — Ямборська Віта Миколаївна.

## З історії музею

Біографічний куточок засновника музею М.Ф. Пономаренка

Краєзнавчий музей у Золотоноші засновано 1960 року на громадських засадах. Засновником і першим незмінним напротязі 18 років керівником музейного закладу був М. Ф. Пономаренко (1920—2010).
Вже за Незалежності, починаючи з 1992 музей дістав сучасну назву — Золотоніський краєзнавчий музей. 
На початку 2010 року Золотоніському краєзнавчому музею було присвоєно ім'я видатного земляка, краєзнавця та першого директора музею М. Ф. Пономаренка. 
У 2000-х за тривалого директорства (1991—2017) Кулик Валентини Василівни музейний заклад був підпорядкований Золотоніській міській раді, отже мав комунальну форму власності, нині (2018) — державний музей. Від 2018 року директоркою музею є В. М. Ямборська.

## Експозиція, фонди й діяльність
У Золотоніському краєзнавчому музеї імені М. Ф. Пономаренка діє 5 кімнат з різними експозиціями, шоста готується. Найпершою відкрилася кімната бойової слави «Спадщина». Також діють зали природнича, історична, присвячена культурному розвитку Золотоноші й Золотоніського району, етнографічна тощо. У останній, зокрема, створено експозицію, що відтворює давню селянську хату. Етнографічна колекція музею, зокрема, демонструє зв'язки Золотоніщини з історичною Полтавщиною. Тут є справжня піч (знайшли майстра, що склав за 2,5 тис. грн. спонсорських грошей), на печі — колиска, на бильцях датована 1937 роком, а глечикам і макітрам, вочевидь, за сотню років.
Нині у музеї зберігаються 8 357 одиниць зберігання основного і 5 675 допоміжного фондів. Серед унікальних музейних експонатів — Священне Євангеліє (1771), Мінея загальна (1774), Священне Євангеліє (1801), Мінея (1904; усі — Київ). У природничому відділі музею зберігаються кам’яні зернотертки та зуби мамонта, в історичному — козацькі люльки і гарматні ядра, предмети побуту; експонати, пов’язані з життям і діяльністю Т. Шевченка, М. Максимовича, Г. Сковороди, І. Котляревського, видатних уродженців Золотоніщини; діє біографічний куточок засновника закладу, ім'я якого віно носить, — М.Ф. Пономаренка; фотокартки, документи, спогади очевидців голодомору 1932–33 років, учасників ІІ-ї світової війни, ліквідаторів аварії на ЧАЕС, твори художників В. Дрючила, А. Швидкого, І. Шиша. 
Музейний заклад здійснює активну участь в організації виставок з нагоди визначних дат і подій. Його працівники проводять зустрічі з відомими земляками, музейні уроки. Серед екскурсій – «Культура і побут нашого краю», «Рідне місто моє», «У ріднім краї цвітуть рушники», «Перші поселення на території краю», «Моя земля — земля моїх батьків», «Художники нашого краю», «Рідкісні рослини і заповідники Черкащини», «Видатні люди Золотоніщини 19 ст.», «Легенди про виникнення нашого міста», «Шевченко–художник», «Визволення Золотоніщини від нацистських загарбників», «Шевченко і наш край».